# Gostritz
Gostritz – osiedle Drezna, położone w południowej części miasta.
Osada w średniowieczu była słowiańską ulicówką. Najstarsza wzmianka o osadzie pochodzi z XIV wieku. W 1834 wieś zamieszkiwało 137 osób, a w 1910 – 639 osób. W kwietniu 1921 została włączona w granice Drezna.
Gostritz graniczy z osiedlami Mockritz i Leubnitz-Neuostra oraz poddrezdeńską gminą Bannewitz.

## Galeria zdjęć

Zabytkowe domy
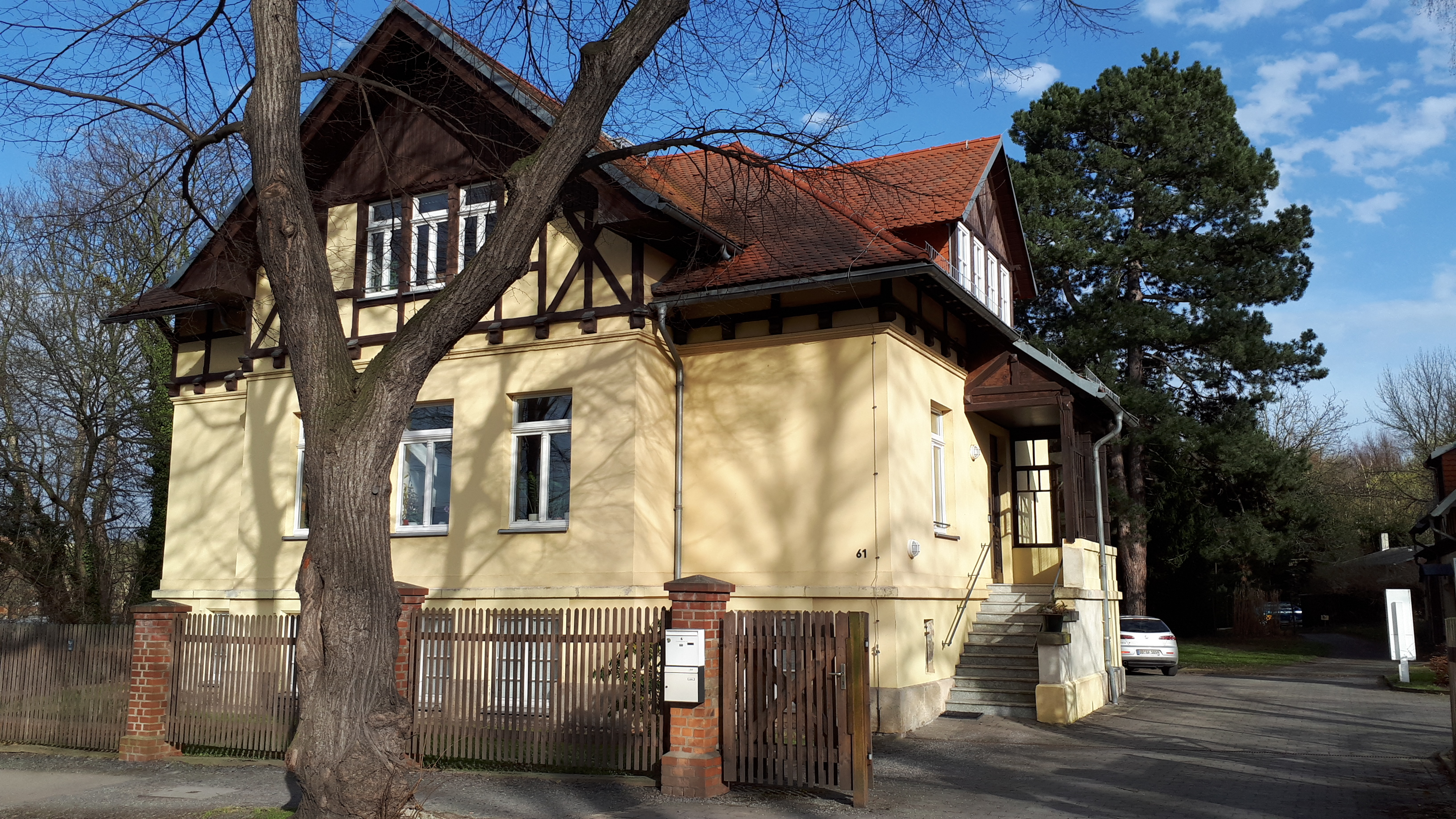
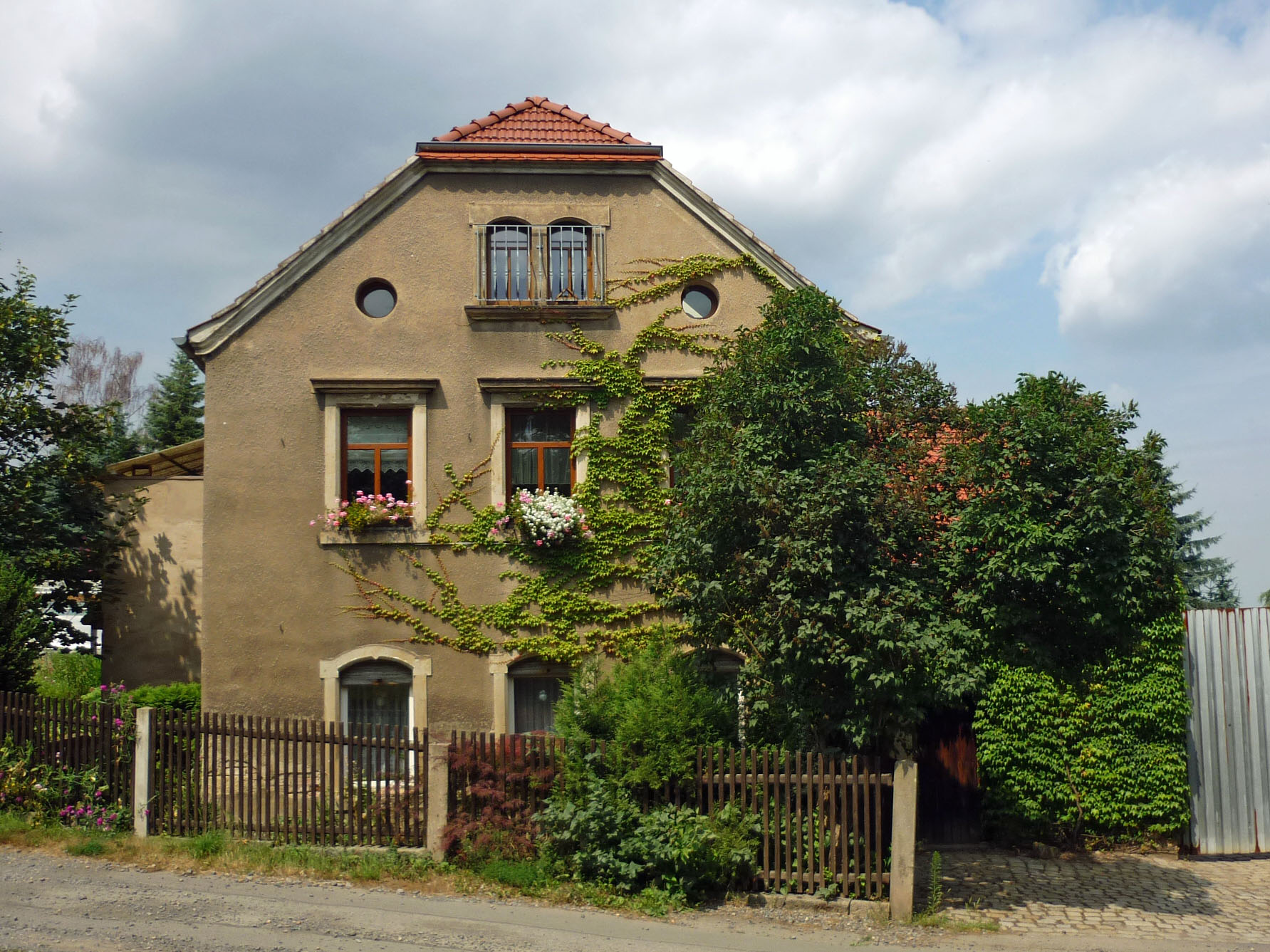
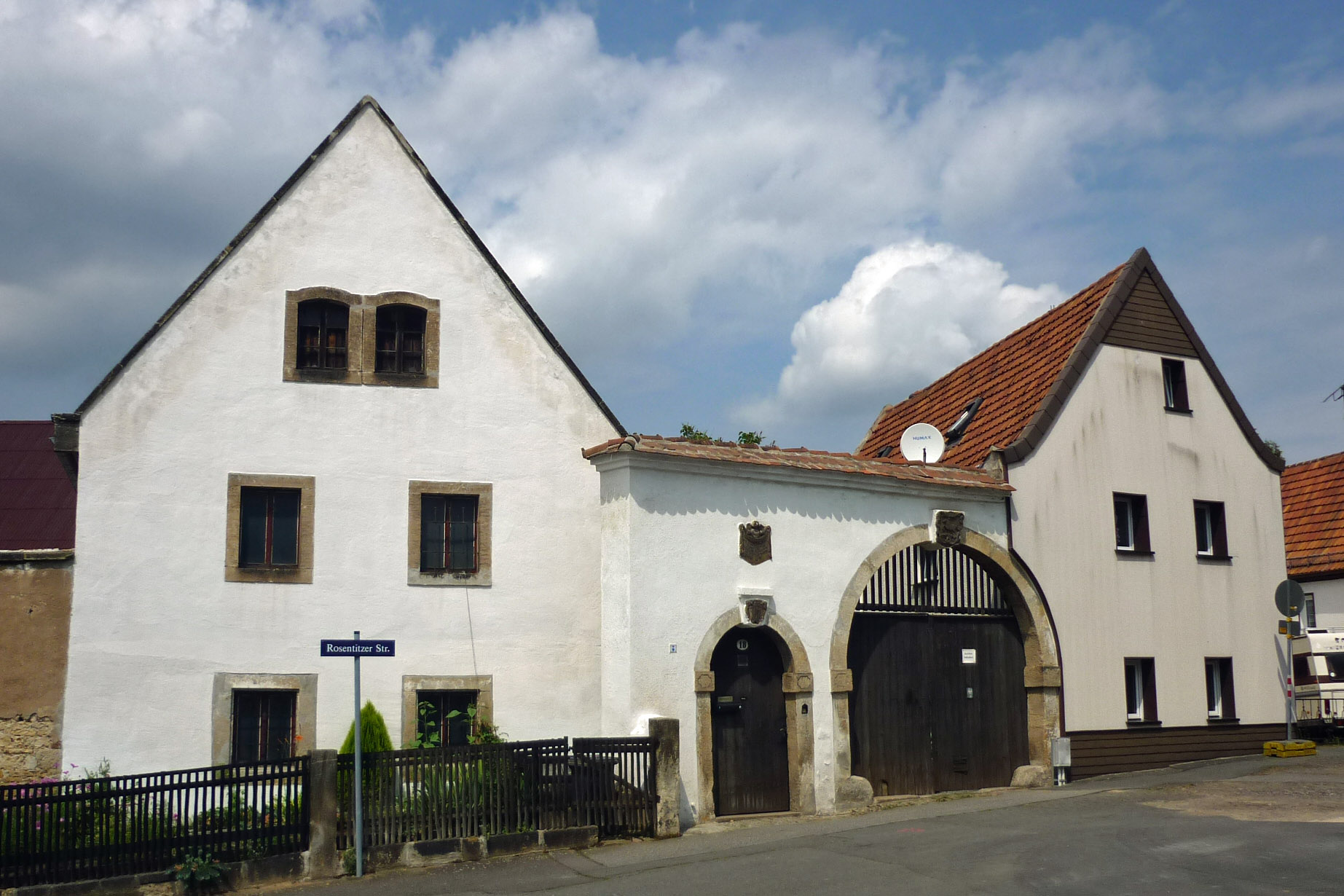